# Fábio Acônio Catulino Filomácio
Fábio Acônio Catulino Filomácio (em latim: Fabius Aconius Catullinus Philomathius; fl. 338–349) foi um político romano e membro da aristocracia do Império Romano, sob o imperador Constante I.

## Biografia
Fábio Acônio Catulino Filomácio, era provavelmente filho do senador de nome idêntico que serviu como procônsul da África em 317-318, foi cônsul sufecto, presidente da Galécia em antes de 338,  deixou a inscrição seguinte em Astorga (Espanha), dedicada a Júpiter Ótimo Máximo,
"I(ovi) O(ptimo) M(aximo) / [Fab(ius)] Aco Catulli/nus vir consu/laris praeses / prov(inciae) <C=G>allaeciae / pro salute sua / suorumque / omnium posuit". CIL II, 2635
Depois foi nomeado vigário da África (338-339), prefeito pretoriano em Itália em 341, enfim de 6 de julho de 342 a 11 de abril de 344, serviu como Prefeito urbano de Roma e cônsul ordinário em 349.
Pagão, conseguiu que os templos de Roma fossem isentos da proibição de celebração de sacrifícios pagãos ( Código de Teodósio, XVI.10.3).
Filômácio teve uma filha, Acônia Fábia Paulina, que se casou com o senador Vécio Agório Pretestato.